# Sepoltura di Gesù

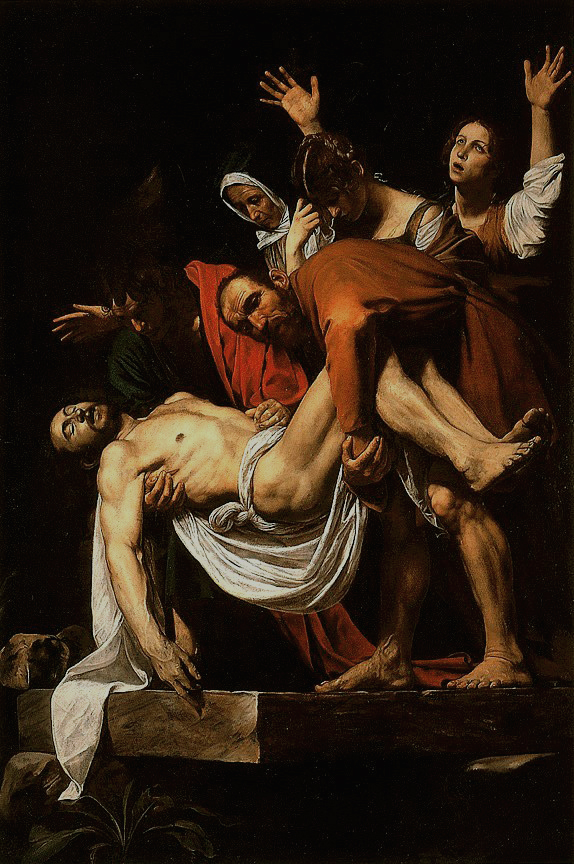
La Deposizione di Caravaggio (c. 1603) segue il Vangelo di Giovanni: Nicodemo e Giuseppe d'Arimatea insieme imbalsamano e pongono il corpo di Gesù nella tomba, mentre la madre di Gesù, Maria, Maria Maddalena e Maria di Cleofa osservano la scena.

La deposizione di Gesù è l'episodio finale della passione di Gesù, dopo la sua morte. Si tratta di un episodio che ha avuto numerose raffigurazioni artistiche nel corso dei secoli. 
La sepoltura di Gesù si riferisce alla sepoltura del corpo di Gesù dopo la sua crocifissione, descritta nel Nuovo Testamento. Secondo i vangeli canonici, egli venne posto in una tomba da un uomo di nome Giuseppe d'Arimatea. In arte, l'atto è spesso chiamato deposizione di Cristo nella tomba o più impropriamente e semplicemente deposizione, che non è da confondere con la Deposizione dalla croce che è l'episodio evangelico immediatamente precedente.

## Nel Nuovo Testamento

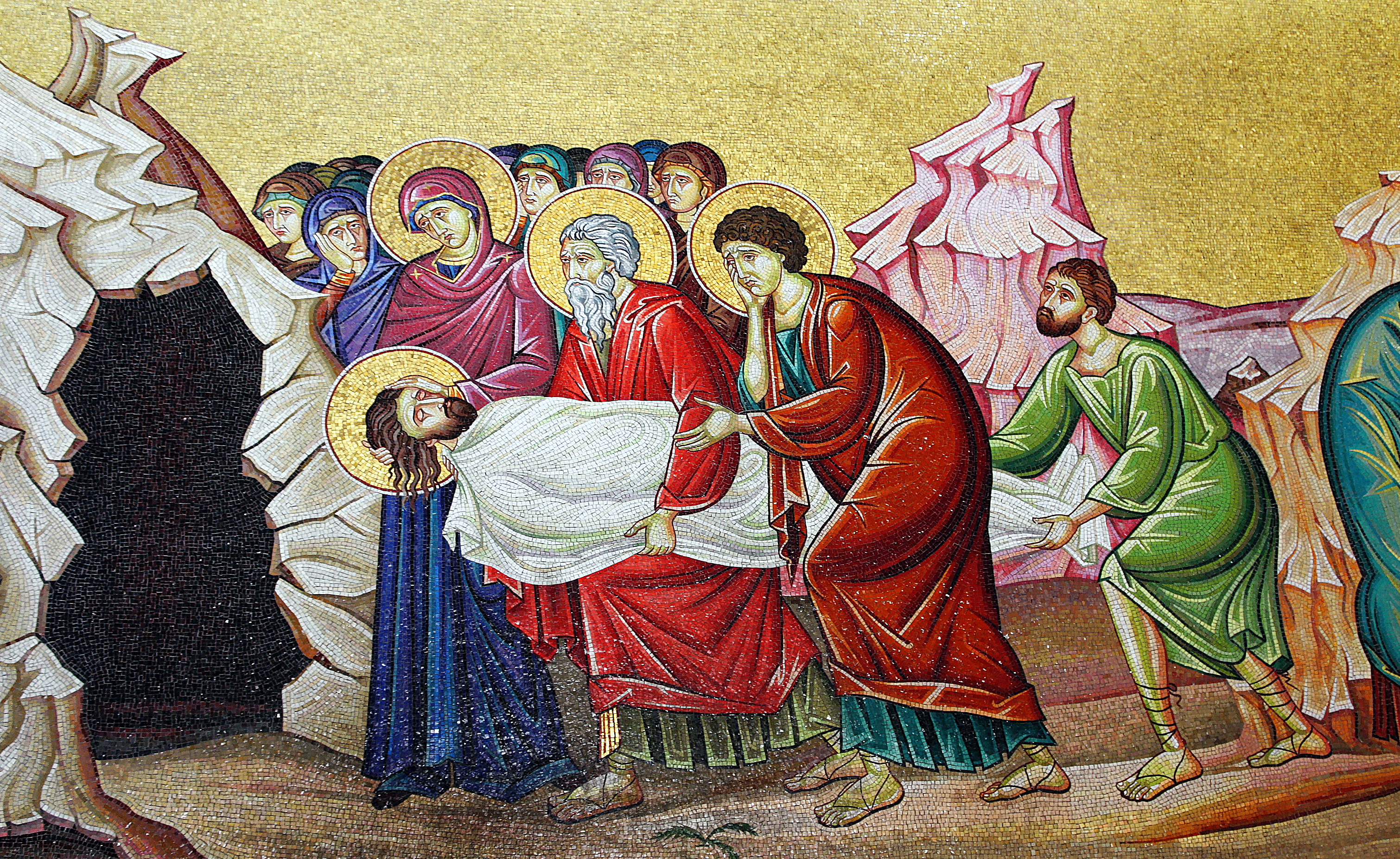
Mosaico che rappresenta al deposizione di Gesù nella tomba presso la pietra dell'unzione nella Chiesa del Santo Sepolcro.

Uno dei primi riferimenti alla sepoltura di Gesù si ritrova in una lettera di San Paolo ai Corinzi dell'anno 54, dove l'apostolo riferisce al resoconto che ha a sua volta saputo della morte e risurrezione di Gesù ("e che egli venne sepolto e che venne risuscitato il terzo giorno secondo le Scritture").
I quattro vangeli canonici, redatti tra il 66 ed il 95, tutta la vicenda della Passione si riassume nei momenti salienti dell'arresto di Gesù, nel suo processo, nella crocifissione, nella sepoltura e nella risurrezione. In tutti e quattro i vangeli si fa menzione del fatto che la sera della crocifissione Giuseppe d'Arimatea abbia chiesto a Pilato il corpo di Gesù e, dopo averne ottenuto il permesso, lo avvolse in un telo di lino e lo calò in una tomba.
Vi sono delle differenze significative tra i quattro resoconti, ad ogni modo, nell'evoluzione del racconto stesso da Marco a Giovanni. I moderni studiosi tendono a vedere i racconti evangelici tra loro contraddittori e ritengono quello di San Marco come il più aderente alla realtà.

### Vangelo di Marco
Nel primo vangelo, quello di San Marco, scritto attorno al 65-70 dopo Cristo e quindi probabilmente il più aderente al racconto reale, Giuseppe d'Arimatea è uno dei membri del sinedrio il quale desidera che il corpo di Gesù sia comunque sepolto secondo la legge ebraica, secondo la quale un corpo morto non può essere lasciato esposto di notte. È dunque lui a porre il corpo di Gesù nella tomba preparata per lui e scavata nella roccia. Lo storico dell'ebraismo Giuseppe Flavio, scriverà sul finire di quello stesso secolo, descrivendo come gli ebrei ritenessero questa legge importantissima al punto da prescrivere che persino i corpi dei criminali crocifissi dovessero essere rimossi e sepolti prima del calar del sole. Che il corpo fosse avvolto, lavato e unto, evidenziato nel vangelo di Marco, si evidenzia invece nel fatto che egli stesso fa ungere di profumo Gesù da una donna già in precedenza alla crocifissione (14,3-9), quasi a prepararlo simbolicamente per la sua morte successiva.

### Vangelo di Matteo
Il Vangelo di Matteo venne scritto attorno all'anno 85-90, utilizzando il Vangelo di Marco come fonte. In questo racconto Giuseppe d'Arimatea non è indicato come un membro del sinedrio, ma come un ricco discepolo di Gesù. Molti hanno letto questo come un tentativo dell'autore di rivolgersi anche ai ricchi cristiani, mentre altri credono che questo sia il compimento della profezia di Isaia 53:9:
Questa versione suggerisce una sepoltura più onorevole: Giuseppe avvolge il corpo di Gesù in un sudario pulito e lo pone nella sua tomba, e la parola usata è soma (corpo) anziché ptoma (cadavere). L'autore aggiunge anche che le autorità romane "resero la tomba sicura apponendovi un sigillo sulla pietra e posizionandovi delle guardie". Questo dettaglio potrebbe essere stato aggiunto perché molti contemporanei obiettavano al fatto che il corpo di Gesù avesse potuto essere rubato dai suoi discepoli.

### Vangelo di Luca
Il Vangelo di Marco è la fonte del racconto fornitoci anche dal Vangelo di Luca, scritto attorno al 90 d.C. Come nella versione marciana, Giuseppe d'Arimatea viene descritto come un membro del sinedrio, ma lo si trova in disaccordo con la decisione dello stesso tribunale nei confronti di Gesù; egli viene descritto come un uomo "in attesa del regno di Dio" più che come un discepolo di Gesù.

### Vangelo di Giovanni
L'ultimo vangelo, quello di Giovanni, differisce da Marco in un punto, nella rappresentazione di Giuseppe d'Arimatea come il discepolo che diede a Gesù una sepoltura onorevole. Giovanni dice che Giuseppe venne assistito nel processo di sepoltura da Nicodemo, che portò con sé un misto di mirra e aloe secondo il costume di sepoltura ebraico. Toccando un cadavere, entrambi gli uomini erano consci del fatto che sarebbero stati visti come "impuri" per i sette giorni successivi come stabilito dalla legge ebraica (Numeri 19,11).

### Comparazioni
| Matteo | Marco | Luca | Giovanni |
| --- | --- | --- | --- |
| Giuseppe e Pilato | | | |
| Giuseppe d'Arimatea, uomo ricco e discepolo di Gesù, chiede a Pilato il corpo di Gesù entro sera. Pilato ordina che gli sia dato.(27,57–58) | Giuseppe d'Arimatea, membro del sinedrio e persona in attesa del regno di Dio, chiede a Pilato il corpo di Gesù prima della sera del sabato. Pilato ne è sorpreso e chiede al centurione se Gesù sia già morto. Dopo la conferma del centurione, Pilato da il corpo di Gesù a Giuseppe. (15,42–45) | Giuseppe d'Arimatea, membro del senato e buon uomo in attesa del regno di Dio e che non aveva concordato con la decisione del sinedrio, chiede a Pilato il corpo di Gesù. [Non viene menzionata la risposta di Pilato] (23,50–52) | Giuseppe d'Arimatea, segretamente discepolo di Gesù (perché temeva ritorsioni da parte dei capi ebrei), chiede a Pilato il corpo di Gesù. Pilato da il permesso a Giuseppe di prendere il corpo.(19,38) |
| Sepoltura | | | |
| Giuseppe prende il corpo di Gesù e lo avvolge in un drappo di lino. Giuseppe pone il corpo nella sua tomba nuova che aveva fatto scavare nella roccia e vi pone davanti una pietra, lasciandola in seguito. Maria Maddalena e altre Marie siedono di fronte alla tomba.(27,59–61) | Giuseppe acquista del lino e vi avvolge dentro il corpo di Gesù. Gesù pone il corpo in una tomba scavata nella roccia e vi fa rotolare davanti all'entrata una grande pietra. Maria Maddalena e Maria la madre di Giuseppe assistono.(15,46–47)                                                    | Giuseppe cala il corpo dalla croce e lo avvolge in un drappo di lino. Lo pone quindi in una tomba nuova scavata nella roccia. Era la sera prima del sabato. Le donne della Galilea, seguirono Giuseppe ed assistettero alla deposizione del corpo di Gesù nella tomba. Si portarono da casa spezie e profumi. Riposarono il sabato per obbedire al comandamento.(23,53–56) | Nicodemo acquista una mistura di mirra e aloe. Nicodemo e Giuseppe avvolgono il corpo di Gesù, con spezie, in bende di lino. Nel giardino, nei pressi del luogo ove Gesù venne crocifisso, si trovava una tomba nuova. Dato che era il giorno della preparazione del corpo, la tomba servì alla sepoltura di Gesù.(19,39-42) |
| I grandi sacerdoti e Pilato | | | |
| Il giorno successivo alla preparazione del corpo, i capi dei sacerdoti e i farisei si portano da Pilato dicendo a lui: 'Quel mentitore [Gesù] disse che sarebbe risorto dopo 3 giorni, perciò siano poste delle guardie alla sua tomba per 3 giorni per evitare che i suoi discepoli possano rubarne il corpo, e pretendere così che egli sia risorto dai morti.' Pilato: 'Potete disporre una guardia.' I capi dei sacerdoti ed i farisei sigillano la tomba e vi pongono delle guardie.(27,62–66) | - | - | - |
| Le Marie | | | |
| Dopo il sabato, il primo giorno della settimana, Maria Maddalena e le altre Marie si portano a far visita alla tomba [non viene indicata la ragione].(28,1) | Dopo il sabato, Maria Maddalena, Maria la madre di Giacomo e Salomè portano delle spezie per ungere il corpo di Gesù, e si portano alla tomba il primo giorno della settimana.(16,1-2) | Il primo giorno della settimana, le donne della Galilea portano con sé spezie alla tomba.(24,1-2) | Maria Maddalena si porta alla tomba il primo giorno della settimana [non viene indicata la motivazione].(20,1) |

### Atti degli apostoli
Gli Atti degli apostoli (13,28-29) riportano che Gesù fu deposto dalla croce e messo in un sepolcro, ma non si soffermano sui particolari.

### Lettere di Paolo
Nella Prima lettera ai Corinzi (15,3-4) san Paolo afferma che Gesù, dopo essere stato crocifisso, fu sepolto e risuscitò dai morti, senza fornire alcun particolare.

## Discussione sulla storicità
Sulla deposizione e sepoltura di Gesù, i vangeli canonici concordano tutti in tre particolari: la sepoltura fu curata da Giuseppe di Arimatea; la salma venne tumulata in una tomba scavata nella roccia; il corpo fu avvolto in un lenzuolo (solo il vangelo di Giovanni parla di "teli" e di un "sudario" ma si tratta di particolari aggiuntivi, dato che venivano usati anche teli di lino per bloccare le mani e i piedi e un fazzoletto per coprire il volto). Il racconto differisce in alcuni dettagli minori: i vangeli di Marco e Luca riportano che Giuseppe di Arimatea era un membro del Sinedrio, quelli di Matteo e Giovanni che era un discepolo di Gesù; solo il vangelo di Matteo afferma che la tomba apparteneva a Giuseppe di Arimatea, mentre solo il vangelo di Luca e quello di Giovanni affermano che la tomba non era stata mai usata; solo il vangelo di Marco afferma che il lenzuolo era nuovo e acquistato per l'occasione.
 Data l’ostilità dei primi cristiani nei confronti delle autorità ebraiche che condannarono Gesù, l’appartenenza di Giuseppe di Arimatea al Sinedrio è ritenuta altamente probabile, altrimenti non si spiegherebbe come mai questa storia possa essere stata immaginata dal nulla. È invece improbabile che Giuseppe possa essere stato semplicemente un discepolo di Gesù: all’epoca, se una persona che richiedeva il corpo di un crocifisso per dargli una degna sepoltura non era un suo parente, correva il rischio di essere considerato un sostenitore del condannato. L’informazione secondo cui la tomba non era stata mai usata è plausibile: un giustiziato non poteva essere sepolto nella tomba occupata da normali defunti, altrimenti avrebbe contaminato le loro ossa. Sembra invece piuttosto improbabile che Giuseppe di Arimatea, come dichiarato dal Vangelo secondo Matteo, si fosse fatto costruire una tomba a Gerusalemme, proprio nei pressi del Golgota. Infatti - a parte la coincidenza che la tomba fosse proprio nel luogo della crocifissione di Gesù - per gli Ebrei era molto importante essere sepolti nella propria terra nativa con i loro padri che, nel caso di Giuseppe e dei suoi famigliari, era appunto la città di Arimatea - identificabile come l'attuale Rantis, a oltre trenta chilometri dalla capitale giudaica - e non Gerusalemme.
Anche se non si può escludere che, risiedendo ormai a Gerusalemme, Giuseppe di Arimatea potesse avere acquistato un sepolcro in questa città, alcuni commentatori ritengono che Matteo abbia voluto sottolineare la realizzazione della profezia di Isaia (53,9) secondo cui nella sua morte il messia sarebbe stato con il ricco. Il Vangelo di Giovanni riporta invece che il sepolcro fu scelto perché era vicino al luogo della crocifissione, senza precisare chi ne fosse il proprietario.
 Nonostante la condanna a morte, Gesù ebbe una sepoltura onorata: a quell'epoca, solo le persone di una certa levatura sociale venivano sepolte in grotte o in tombe scavate nella roccia, mentre le persone umili venivano sepolte direttamente nella terra. All’epoca di Gesù le tombe scavate nella roccia erano di due tipi, a loculi e ad arcosolio. Le prime consistevano in una camera quadrata, nelle cui pareti venivano scavate diverse buche rettangolari (loculi) per la collocazione delle salme, mentre le seconde consistevano in una camera con il soffitto a volta (arcosolio) dotata di anticamera; su uno dei lati della camera veniva ricavato un catafalco su cui si poneva la salma. In base al racconto dei Vangeli si ricava che Gesù fu sepolto in una tomba ad arcosolio, riservata alle persone più abbienti. Alcuni studiosi fanno notare che per la mancanza di riti funebri la sepoltura di Gesù descritta nel vangelo di Marco non può essere ritenuta onorevole, nonostante gli sforzi successivi degli altri evangelisti per renderla più dignitosa. Gesù venne seppellito in fretta perché era la vigilia del sabato; le donne, spaventate, non parteciparono ma si accontentarono di guardare. Secondo gli studiosi cristiani, alcune delle informazioni fornite dai Vangeli erano verificabili, come il nome di Giuseppe di Arimatea e la presenza di una tomba vicino al luogo della crocifissione; anche questo depone a favore della storicità degli eventi.
Diversi studiosi mettono in dubbio la storicità della tradizione relativa alla deposizione e sepoltura di Gesù, così come viene descritta nei vangeli canonici. 
Secondo le consuetudini romane i cadaveri dei giustiziati erano lasciati decomporre sulla croce alla mercé degli animali - e poi sepolti senza cerimonie pubbliche e in una fossa comune - come deterrente per chi osava sfidare Roma; non vi è neppure una prova documentale di un'eccezione da parte di un governatore romano e tantomeno Ponzio Pilato, noto per la sua fermezza e crudeltà. Questo, in particolare, nel caso di crocifissioni di rivoltosi; il cadavere, in situazioni del tutto eccezionali, poteva essere richiesto solo da un familiare, che doveva avere una certa influenza presso i Romani. Anche lo studioso John Dominic Crossan, tra i cofondatori del Jesus Seminar, rileva come l'episodio riportato dallo storico Flavio Giuseppe - che descrive il suo intervento direttamente presso il generale romano, e futuro imperatore, Tito per poter deporre tre suoi parenti che aveva scoperto esser stati crocifissi durante le guerre romano-giudaiche - dimostri che solo se molto influenti si poteva ottenere la sepoltura di un cadavere di un parente crocifisso. Flavio Giuseppe, che aveva frequentato anche l'imperatore Vespasiano, era infatti al servizio dei romani come interprete e godeva di una certa influenza; quindi la regola era che "se uno era influente, non veniva crocifisso, e se veniva crocifisso, non aveva influenza sufficiente per ottenere la sepoltura".. In ogni caso, la famiglia di Gesù era galilea e non risulta che avesse parenti a Gerusalemme, perciò non potevano esserci in questa città nè una tomba di famiglia nè congiunti che potessero seppellirlo.
Diversi studiosi rilevano tuttavia che le norme religiose ebraiche prevedevano che i condannati a morte, per motivi di purità, venissero sepolti nel giorno stesso dell’esecuzione, pertanto i Romani, che rispettavano le usanze locali, lasciavano che ciò avvenisse, tranne nei casi di esecuzioni di massa effettuate in seguito alla repressione di rivolte popolari, che tuttavia rappresentavano l’eccezione e non la norma. La sepoltura dei giustiziati doveva essere effettuata in fretta e senza i consueti riti funebri (corteo, lamenti, ecc.). Secondo la legge ebraica, i condannati a morte da un tribunale giudaico non potevano essere sepolti nelle tombe di famiglia, ma dovevano essere tumulati in una tomba predisposta dalla corte di giustizia; dopo un anno si potevano esumare i resti, recuperare le ossa e trasferirle nella tomba di famiglia (procedimento chiamato ossilegio). Nel caso dei condannati a morte dai Romani, i familiari potevano invece richiedere il corpo per seppellirlo direttamente. La consegna della salma non era però un diritto, ma una concessione che poteva avvenire di volta in volta a discrezione dell'autorità romana; in alternativa, il cadavere era portato nel luogo destinato alle sepolture dei criminali e deposto in una fossa comune. La possibilità di ottenere il corpo del condannato sembra attestata dal ritrovamento archeologico di una tomba di famiglia sul monte Scopus, vicino a Gerusalemme, in cui sono stati rinvenuti i resti dello scheletro di un uomo crocifisso; secondo vari studiosi, è plausibile che la richiesta del corpo di Gesù, proveniente da un giudeo autorevole come Giuseppe di Arimatea sia stata accolta favorevolmente. D'altra parte, non è emersa finora alcuna prova storica che attesti che Gesù è stato sepolto in una fossa comune destinata ai delinquenti, come sostengono alcuni studiosi. Altri storici, come Crossan, sottolineano, però, come sia stato rinvenuto un solo cadavere di un crocifisso sepolto in Palestina, nonostante le migliaia di crocifissioni di ribelli durante le varie rivolte ebraiche e le tre maggiori rivolte messianiche (ad esempio, il solo legato romano Varo, dopo la morte di Erode, crocifisse oltre duemila ribelli e il governatore Floro, nel 66 d.C. altri tremilaseicento); questo unico rinvenimento, stante anche l'attività degli archeologi israeliani, dimostra come la sepoltura di un crocifisso fosse un'assoluta eccezione.
La figura di Giuseppe di Arimatea non compare negli Atti degli Apostoli, che sostengono, invece, come la deposizione dalla croce e la sepoltura di Gesù furono effettuate dalle autorità giudaiche e tutti i membri del Sinedrio: "Gli abitanti di Gerusalemme infatti e i loro capi non l'hanno riconosciuto e condannandolo [...] chiesero a Pilato che fosse ucciso. [...] lo deposero dalla croce e lo misero nel sepolcro.". Secondo Albert Barnes, invece, il soggetto di "lo deposero dalla croce" è "i Giudei", e Giuseppe e Nicodemo erano essi stessi Giudei; secondo Charles Ellicott, non era necessario affermare che Gesù fosse stato deposto da coloro che erano "discepoli in segreto, come Giuseppe e Nicodemo. Bastava il fatto che anche loro erano fra i capi dei Giudei, e che anche loro facevano ciò che facevano senza alcuna aspettativa di una risurrezione". Secondo il biblista Carlo Maria Martini, il racconto degli Atti sembra frutto di un'abbreviazione e non è da considerarsi necessariamente in opposizione ai Vangeli. Secondo invece altri storici, anche cristiani, come John Dominic Crossan e Bart Ehrman il Vangelo di Marco conferma la versione degli Atti degli Apostoli sopra citata: tutto il sinedrio cercava una testimonianza contro Gesù per metterlo a morte e "non quindi alcuni suoi membri, e nemmeno la maggior parte: tutto" (Mc14,55) e, infine, "tutti lo condannarono a morte" (Mc14,64); inoltre, non è coerente che gli stessi sinedriti non avessero provveduto alla sepoltura di tutte e tre i cadaveri, inclusi quelli dei due crocifissi ai lati di Gesù. 
Va infine considerato che - se Giuseppe di Arimatea e Nicodemo, come riportato nei vangeli, avessero toccato il cadavere o il sepolcro - a causa dell'impurità contratta non avrebbero potuto festeggiare l'imminente Pasqua, cosa molto grave per degli Ebrei praticanti e autorevoli membri del Sinedrio. Per analogo motivo, infatti, i capi dei giudei la stessa mattina non vollero entrare nel pretorio durante il processo a Gesù di fronte a Pilato È tuttavia verosimile che Giuseppe di Arimatea possa essersi limitato a dirigere le operazioni di sepoltura evitando il contatto diretto con il cadavere, fonte di contaminazione per un giudeo osservante.
Secondo alcuni storici, la figura di Giuseppe di Arimatea può essere stata creata per la necessità di avere un personaggio degno di fiducia e un luogo preciso, a differenza di una fossa comune, da cui proclamare la resurrezione di Gesù. Altri studiosi mettono invece in dubbio alcuni aspetti della sua figura, come quello che fosse un discepolo di Gesù, e il biblista Mauro Pesce sostiene - pur ritenendo possibile, come riportato in At13,27-30, che la sepoltura fosse stata effettuata dalle autorità giudaiche di Gerusalemme (per un uomo solo non sarebbe stato possibile tirare giù un condannato dalla croce e trasportarlo sul luogo della sepoltura) - che la figura di Giuseppe di Arimatea non sia probabilmente storica ma creata per giustificare la presenza di una tomba privata e che, dopo esser stato citato per la prima volta per il solo scopo della sepoltura, scompaia dagli stessi vangeli e non sia mai menzionato neppure negli Atti degli Apostoli; la figura di tale personaggio è quindi indispensabile per la strategia narrativa evangelica ma - anche supponendo storico l'intervento sinedrile nella sepoltura, che avrebbe comunque comportato l'utilizzo di una fossa comune - si è avuta la trasformazione di un atto del Sinedrio in un'iniziativa individuale (compresa la richiesta del cadavere a Pilato). Anche Paolo di Tarso, come gli Atti degli Apostoli, non parla mai di Giuseppe di Arimatea in nessuno dei suoi scritti: nella Prima lettera ai Corinzi afferma che Gesù fu sepolto, ma non si sofferma sui particolari. Ciò però non sarebbe significativo, perché nei suoi scritti Paolo non dà quasi mai dettagli storici su Gesù. 
Il citato storico cristiano John Dominic Crossan ritiene l'episodio della sepoltura di Gesù "falsa e antistorica" e la figura di Giuseppe di Arimatea una creazione "per il nome, il luogo e la sua funzione", finalizzato alla giustificazione della risurrezione e, analogamente, lo storico e teologo cristiano Rudolf Bultmann ritiene il sepolcro vuoto una creazione apologetica degli evangelisti, sempre funzionale a provare la risurrezione. Altri studiosi ritengono invece plausibile l’intervento di un membro del Sinedrio presso Pilato per avere il corpo di Gesù per le seguenti motivazioni: il Sinedrio non voleva che i corpi dei giustiziati restassero appesi alla croce durante un’importante festa religiosa e voleva anche assicurarsi che Gesù, ritenuto colpevole di blasfemia, fosse seppellito con disonore in una tomba predisposta dalle autorità ebraiche, come prevedevano le norme religiose. È credibile anche la consegna del corpo da parte di Pilato, dal momento che il Sinedrio collaborava con i Romani per il mantenimento dell’ordine pubblico e che erano state le autorità ebraiche a consegnare Gesù all’autorità romana. È ritenuto possibile anche che il corpo di Gesù sia stato deposto in una tomba scavata nella roccia, però non si sarebbe trattato di una tomba privata o di una tomba nuova, ma di un sepolcro che il Sinedrio riservava ai colpevoli di crimini religiosi. Raymond Edward Brown ritiene che la figura di Giuseppe di Arimatea e la sepoltura di Gesù siano storiche secondo la descrizione del Vangelo di Marco: Giuseppe sarebbe stato un membro del Sinedrio e un pio ebreo, che avrebbe fatto seppellire frettolosamente Gesù in una tomba scavata nella roccia. Altri particolari, come quello che fosse un discepolo di Gesù, che avrebbe fatto mettere Gesù nella sua tomba di famiglia e che avrebbe provveduto personalmente all'unzione della salma insieme a Nicodemo, sono da ritenersi dubbi e sono probabilmente abbellimenti successivi degli altri evangelisti.
Il biblista James W. Pryor ritiene che Giuseppe di Arimatea abbia agito per conto del Sinedrio e non di propria iniziativa per una personale simpatia verso Gesù, ma rimane il dubbio se si sia offerto volontariamente di recarsi da Pilato o se sia stato delegato a farlo. Anche lo storico scettico Maurice Casey ritiene che il racconto riportato dal Vangelo di Marco potrebbe essere storico tranne il particolare dell'acquisto del lenzuolo nuovo, perché non ci sarebbe stato il tempo di farlo a causa della sospensione delle attività commerciali per la festività del sabato. Per Casey, Gesù sarebbe stato deposto in una delle tombe che il Beth Din teneva a sua disposizione per le sepolture dei criminali. 
 Alcuni autori, tra cui Kris Komarnitski, ritengono invece che Gesù sia stato sepolto nel terreno e che la storia della tomba sia frutto di un abbellimento degli evangelisti per rendere la sepoltura più onorevole: la sepoltura nelle tombe scavate nella roccia era una prerogativa dei ricchi ed era poco probabile che il Sinedrio mantenesse una tomba di questo tipo per la sepoltura dei criminali religiosi. Bisogna però tenere conto che gli Ebrei, a differenza dei Romani, non usavano fosse comuni a causa di un divieto religioso, riportato dal Talmud babilonese (solo due persone sposate o comunque legate da vincoli familiari potevano stare nella stessa fossa), per cui la sepoltura di Gesù nel terreno da parte del Sinedrio avrebbe richiesto l’approntamento di una fossa singola. Per motivi di purità religiosa, le sepolture nel terreno erano delimitate da due pietre (una alla testa e una ai piedi) e una di esse veniva marcata, per cui il luogo della sepoltura di Gesù sarebbe stato comunque identificabile. Secondo l’archeologa e biblista Jodi Magness è invece plausibile che Gesù, essendo la vigilia del sabato e mancando il tempo di predisporre nel terreno una fossa singola delimitata da pietre secondo le norme ebraiche, sia stato tumulato in uno dei loculi di una tomba scavata nella roccia, che avrebbe potuto essere anche una tomba privata. La Magness ha affermato che il racconto dei Vangeli sulla sepoltura di Gesù è sostanzialmente in accordo con le scoperte archeologiche e con nostre conoscenze sulle norme ebraiche, anche se l’archeologia nulla può dire sull'esistenza storica di Giuseppe di Arimatea. Diversi studiosi, tra cui Richard Carrier, ritengono che la deposizione di Gesù nella tomba scavata nella roccia sia stata temporanea e che, trascorso il sabato, il corpo sia stato trasportato da Giuseppe di Arimatea nel luogo della sepoltura definitiva; altri autori però non lo ritengono possibile, a causa di una norma religiosa che vietava di muovere i cadaveri.
Un altro aspetto da considerare riguarda i riti successivi alla sepoltura. A differenza di quanto riportato dai vangeli di Marco e Luca - i quali riferiscono che le donne dovettero recarsi la domenica a trattare il cadavere di Gesù con gli aromatici - nel Vangelo secondo Giovanni il corpo di Gesù fu trattato con gli aromatici lo stesso venerdì, dopo la deposizione dalla croce, da Giuseppe di Arimatea e Nicodemo. Infatti, secondo il Vangelo di Giovanni, a differenza dei sinottici, Maria Maddalena la domenica non si recherà al sepolcro per quello scopo. Lo stesso vangelo precisa, inoltre, che il cadavere di Gesù fu trattato "com'è usanza seppellire per i Giudei", ovvero con la preparazione completa per la sepoltura. Il Vangelo secondo Matteo riporta la notizia della visita delle donne al sepolcro, senza precisarne i motivi. Secondo qualche autore, non vi sarebbe incompatibilità tra quanto riportato dai Vangeli sinottici e dal Vangelo di Giovanni: le donne potrebbero essersi recate al sepolcro con gli oli perché non erano a conoscenza dell'unzione eseguita da Giuseppe di Arimatea e Nicodemo oppure perché volevano fare al corpo di Gesù un ulteriore omaggio. Un'altra differenza nelle narrazioni è che nel vangelo di Luca la preparazione degli oli avviene prima del sabato, mentre nel vangelo di Marco le donne acquistano gli oli dopo il sabato. Il fatto che il vangelo di Marco parli di "imbalsamazione" è un'ulteriore incongruenza storica: gli Ebrei, infatti, non imbalsamavano i defunti ma li preparavano con una procedura che prevedeva il lavaggio, la rasatura e l'uso di oli e sostanze aromatiche (mirra ed estratto di legno d'aloe) per dissipare il lezzo di cadavere. È stato ipotizzato che sia stata usata una parola impropria, ma anche se si trattasse di una semplice unzione del cadavere l'incongruenza resterebbe: come ha ammesso anche il teologo Bruno Forte, sotto il profilo del rituale ebraico appare inverosimile eseguire l'unzione del corpo a tanta distanza dalla morte. Lascia perplessi anche il fatto che le donne, pur sapendo che il sepolcro è chiuso da una grossa pietra, si mettano in cammino da sole e poi si chiedano come avrebbero fatto a smuovere la pietra. Questi particolari citati da Marco possono essere letti in chiave teologica.

## Nell'arte

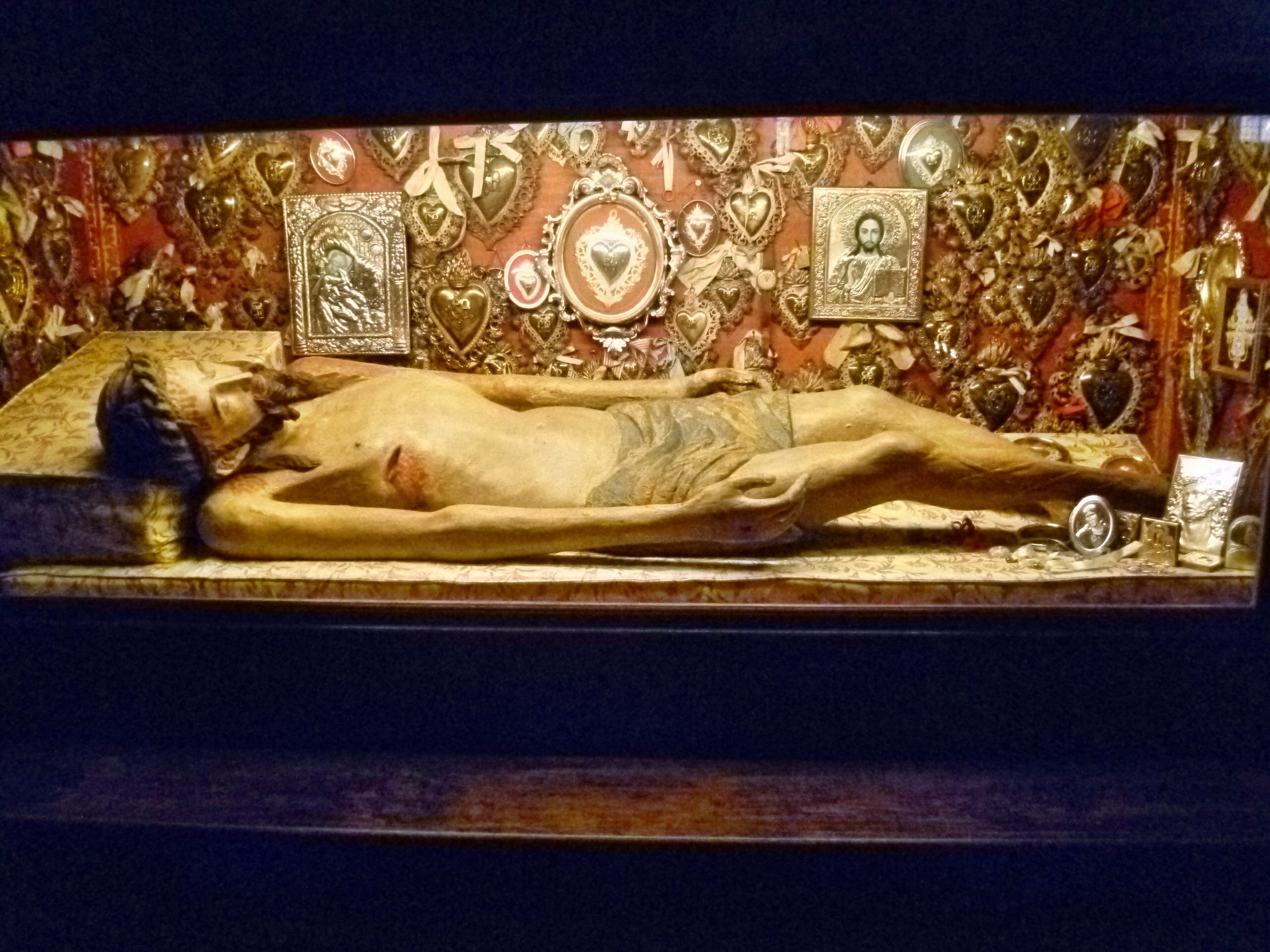
Scultura in legno di Cristo nella sua tomba, Venezia

La sepoltura di Cristo è divenuta un tema popolare nell'arte occidentale europea a partire dal X secolo. Essa appare nei cicli della Vita di Cristo dopo la Deposizione di Cristo o la Lamentazione sul Cristo morto. Dal Rinascimento, talvolta l'episodio è stato confuso o combinato con uno di questi altri episodi.
Tra le opere più note sul tema si ricordano:
- Deposizione (Botus)
- Deposizione di Cristo (Tiziano, 1525)
- Deposizione nel sepolcro (Tiziano, 1559)
- Deposizione (Caravaggio)
- Compianto e sepoltura di Cristo

### Arte paleocristiana

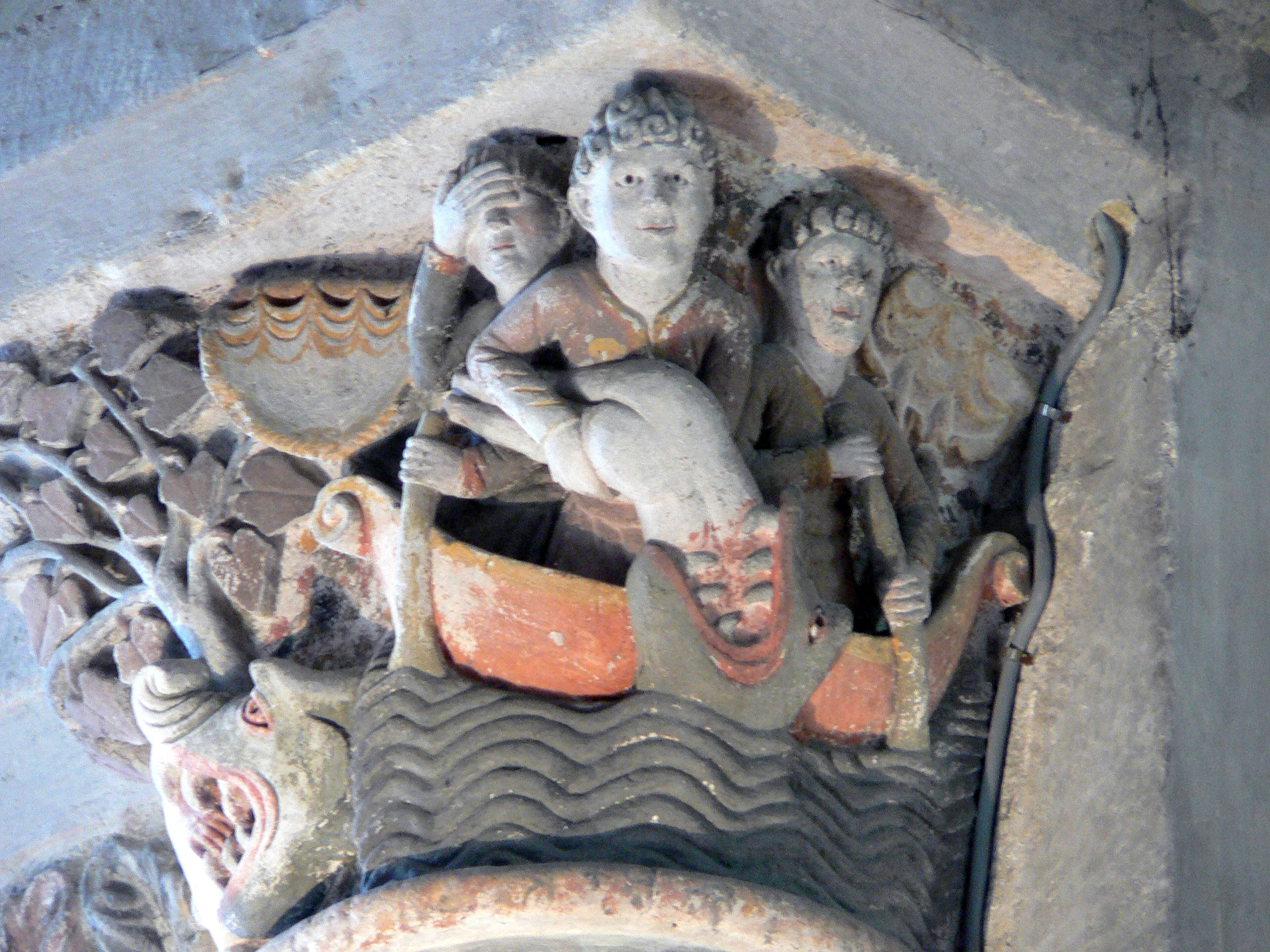
Giona inghiottito dalla bocca della balena.
Capitello del XII secolo della navata centrale dell'abbazia di Mozac

Le prime rappresentazioni della sepoltura di Gesù erano fondate sul simbolismo dell'epoca e pertanto fanno riferimento alla storia di Giona e la balena che, dopo un periodo di attesa, risorge dalla bocca del Leviatano, con un chiaro riferimento alla Risurrezione di Cristo dopo il terzo giorno di permanenza nella tomba. Riprendendo il Vangelo: "Come Giona rimase nel ventre del mostro tre giorni e tre notti, così il Figlio dell'uomo resterà nel cuore della terra tre giorni e tre notti" (Mt 12, 38–42; 16, 1–4, Lc 11, 29–32).

### Medioevo e Rinascimento

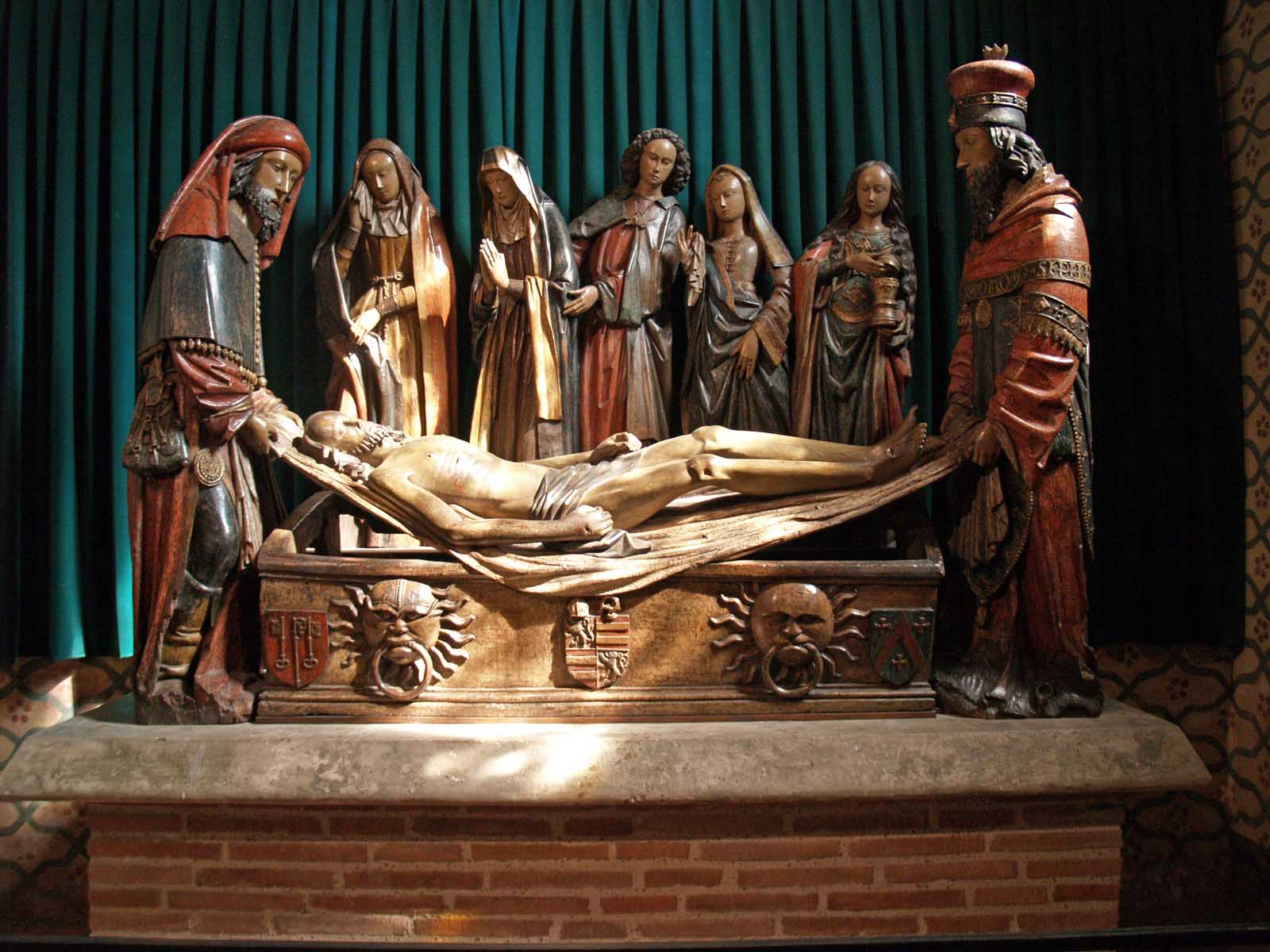
Sepoltura di Gesù, gruppo scultoreo presso l'Abbazia di Saint-Pierre de Moissac (fine del XV secolo).

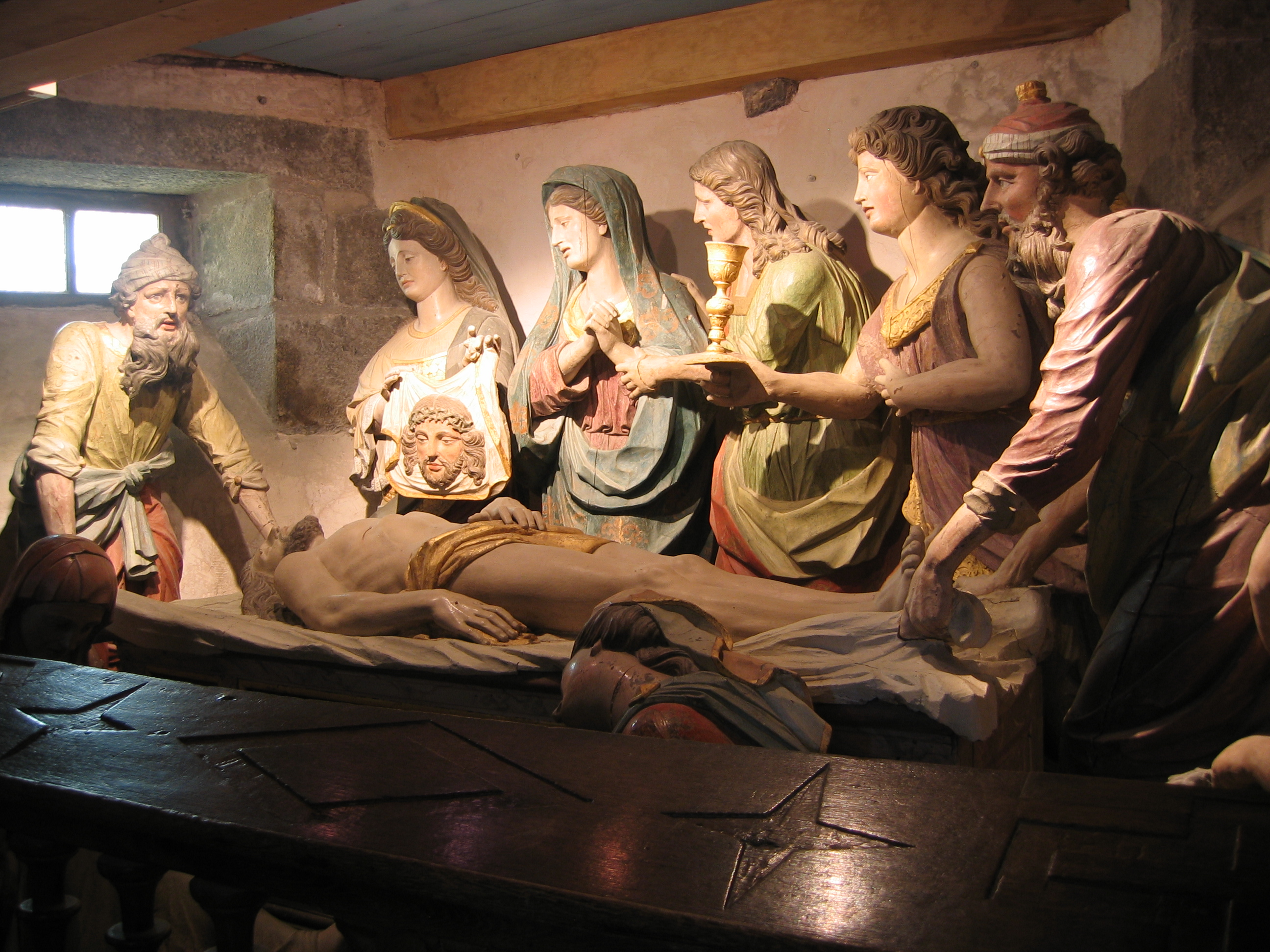
Gruppo scultoreo della Sepoltura di Gesù nell'ossario della chiesa di Saint-Thégonnec di Finistère, Francia, XVI secolo

Secondo Duchet-Suchaux e Pastoureau, non vi è alcun esempio di rappresentazione letterale della sepoltura di Gesù prima del X secolo. Una formula iconografica precisa si mise in moto dal XIII secolo, basata sul passaggio evangelico che riguarda appunto Giuseppe d'Arimatea e Nicodemo e la deposizione del Cristo nel sudario accompagnato da tre donne, Maria di Magdala, Maria Salomé Maria di Giacobbe che presero parte all'unzione del corpo. La Biblia pauperum illustrata offre a partire dal XIV secolo una rappresentazione della sepoltura di Gesù ispirata dalla tipologia biblica che mette in relazione il Santo Sepolcro, Giuseppe gettato dai fratelli del pozzo e Giona inghiottito dalla balena. La sepoltura di Cristo riprende la formula stereotipata: Giuseppe d'Arimatea presso il capo e Nicodemo presso i piedi sostengono il corpo di Gesù accompagnati da tre donne in preghiera. La Vergine Maria e San Giovanni apostolo, presenti alla crocifissione ed al compianto sul Cristo morto, sono spesso presenti in questa scena.
La scena ha ispirato gli autori dei "misteri" che l'arricchirono con nuovi personaggi, sante, soldati, accoliti, ecc. Nella liturgia della Settimana Santa, la sepoltura di Gesù è l'ultima scena che chiudeva la Via Crucis. Verso il 1420 apparvero le prime rappresentazioni a tutto tondo di sculture con la scena della sepoltura di Gesù che ebbero poi una grandissima popolarità a partire dal XV secolo in Belgio, Germania, Svizzera e Francia. L'influenza del teatro sacro si fece sentire ancora di più con l'apparizione di personaggi non citati dalle fonti bibliche, come il "saraceno" presente nella cappella del sepolcro di Tonnerre o gli angeli della Sepoltura di Gesù di Bayon. L'iconografia delle "sepolture di Gesù" scolpite nel XV secolo risentono ben poco dell'influenza della tipologia biblica. Un'eccezione è rappresentata dalla "Sepoltura di Gesù" della cappella del castello di Biron, che rappresenta sotto forma di bassorilievo il Sacrificio di Isacco e Giona liberato dal ventre della balena. Nel XVI secolo si presentano opere vigorose come quelle di Juan de Juni, come pure si trovano esempi nel XVIII secolo nella chiesa collegiata di Saint-Bernard di Romans-sur-Isère, dove ormai appare chiara la forma stereotipata senza innovazioni.
In pittura, la formula appare meno stereotipata e i motivi appaiono chiari con le "discese dalla croce", i "compianti sul Cristo morto" e le "sepolture di Cristo". Rogier van der Weyden, nella sua Sepoltura di Cristo (1449-1450) conservata oggi alla Galleria degli Uffizi di Firenze, riporta in tutto sei personaggi: Nicodemo, Giuseppe d'Arimatea, la Vergine e San Giovanni da una parte e dall'altra Cristo, Maria di Magdala inginocchiata davanti a lui.
La pittura del Rinascimento offre numerosi esempi di "sepolture di Gesù", di cui quelle più note sono certamente quella di Raffaello (1507, Galleria Borghese, Roma), del Perugino (1523-1525, museo del Louvre), di Tiziano (1525, museo del Louvre) o la Deposizione di Cristo nel sepolcro di Michelangelo (National Gallery, Londra).

### Controriforma ed epoca moderna
L'arte barocca ed il classicismo della controriforma risentirono delle riforme espresse dal Concilio di Trento. La Sepoltura di Cristo del Caravaggio (1602-1603, musei vaticani) ebbe, come del resto altre opere del medesimo pittore, una grande influenza su quelle successive. Rubens ne farà una copia durante il suo soggiorno in Italia, dando una propria interpretazione alla scena (1612, oggi al Paul Getty museum); essa ispirò anche Dirck van Baburen (c. 1617, San Pietro in Montorio, Roma). Influenzati dall'arte chiaroscurale di Caravaggio, José de Ribera (museo del Louvre) e Simon Vouet (Fitzwilliam Museum, Cambridge e musée André Malraux, Le Havre) realizzarono pure delle loro versioni del tema. Lo scioglimento della Compagnia di Gesù in Francia nel 1764 fece scomparire degli importanti mecenati dell'arte religiosa ed i programmi della controriforma non vennero più recepiti. Tiepolo (1696-1770) realizzava in Spagna una Sepoltura di Cristo (1769-1770), acquisita nel 2007 dal Museu Nacional de Arte Antiga di Lisbona.
La "Sepoltura di Gesù" resta comunque uno dei temi più popolari della Via Crucis presente in tutte le chiese e uno degli elementi della Passione di Cristo. Essa ritornò nel XIX secolo in incisioni e dipinti anche di fattura popolare..
Nel XX secolo, Paul Delvaux ha riutilizzato l'iconografia del XV secolo per una Sepoltura di Cristo (1951) ispirata alle danze macabre medievale.

### Iconografia bizantina e ortodossa
Nella tradizione ortodossa, si svolge una cerimonia liturgica che prevede il trasporto di una tela ricamata con la scena della sepoltura di Cristo, chiamata Epitaphion. Questa ha un ruolo essenziale nelle celebrazioni del Venerdì Santo, chiamata "officio per la sepoltura del Signore". Verso la fine del momento liturgico, l'epitaphion viene trasportato dalla chiesa all'esterno, portata a spalla dai sacerdoti presenti, ed i partecipanti devono passare sotto al telo per uscire dalla chiesa. A quel punto inizia la processione.

## Iconografia occidentale
Nel racconto della crocifissione, la scena viene tradizionalmente rappresentata dopo la morte di Cristo e dopo la deposizione dalla croce con l'autorizzazione di Pilato. Giuseppe d'Arimatea si appresta in quel momento a preparare il corpo per la sepoltura e lo depone nella tomba prima del calar del sole del sabato come prescritto dalla legge ebraica. Gli artisti hanno interpretato nei secoli questo momento in maniera molto differente tra loro, ma quasi sempre includendovi i personaggi presenti negli episodi della morte e della deposizione di Cristo dalla croce. Il passaggio evangelico riportato da San Giovanni evangelista è servito agli artisti per indicare i possibili personaggi presenti poi anche nell'atto della sepoltura, per quanto i vangeli non ne facciano espressa citazione. Artisti come Vasilij Grigor'evič Perov (1833-1882), nella sua Lamentazione e preparazione del corpo per la sepoltura conservata a Mosca, hanno pensato di ridurre nella medesima opera tutti gli elementi tipici che si ritrovano nelle varie deposizioni (la presenza delle croci di sfondo), dei vari compianti sul Cristo morto (la donna che piange) e della preparazione del corpo per la sepoltura (Giuseppe che prepara il sudario). Sullo sfondo si intravedono anche le tombe scavate nella roccia. 

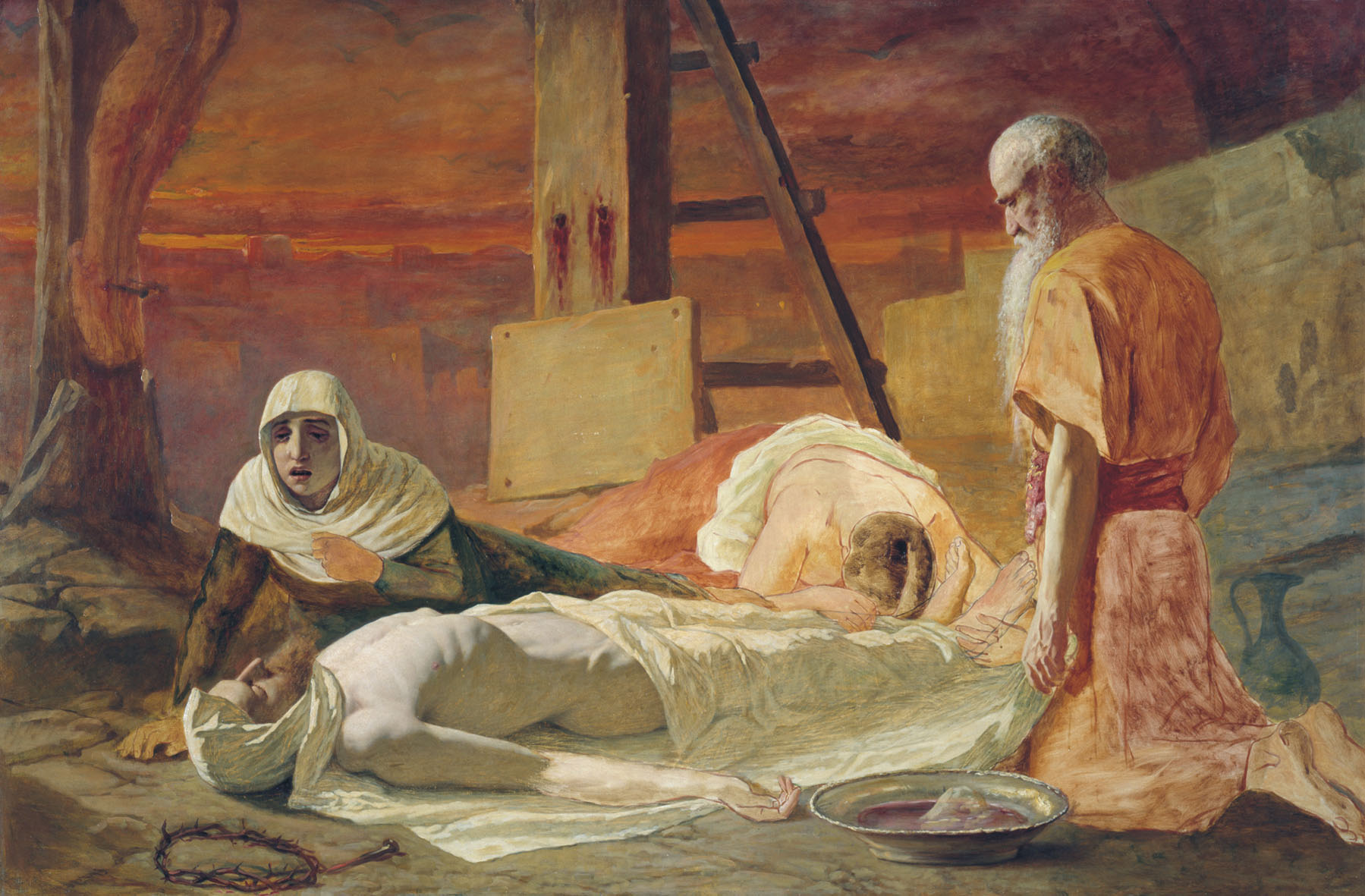
Vasilij Grigor'evič Perov, Il compianto e la preparazione per la sepoltura

Il XV secolo andò a sviluppare una rappresentazione di questi stereotipi, nei quali il corpo di Cristo appare sempre allungato su un lenzuolo che è sostenuto da Nicodemo (ai piedi) e Giuseppe d'Arimatea (alla testa). La Vergine, San Giovanni e altre sante, soldati e figure accessorie prendono parte alla scena in disparte.. Talvolta queste rappresentazioni prendono il nome di "Sepolcro" o "Santo Sepolcro".
Dal XV secolo, le "sepolture di Gesù" dell'Europa settentrionale, come le messe in scena dei "Misteri", iniziarono ad abbigliare i personaggi con abiti contemporanei all'epoca, come pure i centurioni iniziarono ad indossare armature di tipo medievale. In Italia comparvero invece vestiti "all'antica" come nell'esempio della Sepoltura di Gesù di Andrea Mantegna (c. 1470-1475), conservata alla National Gallery of Art di Washington. Altro caso emblematico è quello della Sepoltura di Gesù di Juan de Juni che combina la messa in scena tradizionale della sepoltura di Gesù con le linee sinuose dell'arte manieristica.
A partire dal Rinascimento, le rappresentazioni dipinte o incise di questa scena sono delle messe in scena ieratiche dei "sepolcri" medievali ma i personaggi restano comunque facilmente identificabili grazie ai loro attributi specifici: Giovanni, giovane uomo imberbe, vestito di rosso, il cui ruolo resta il medesimo nell'episodio della "deposizione dalla croce", ovvero quello di sostenere la Vergine nel suo svenimento; Maria, vestita di blu o nero, con la testa coperta; Maddalena col vaso dei profumi che diviene il suo attributo dalla lavanda dei piedi ed i capelli sciolti; Giuseppe d'Arimatea, uomo anziano, barbuto, riccamente vestito, che tiene la testa di Cristo mentre Nicodemo, uomo pure barbuto, ne sostiene i piedi.

### Riferimenti
1. ↑   The Entombment of Christ (1601-3) by Caravaggio, in Encyclopaedia of Arts Education, Visual Arts Cork. URL consultato il 24 agosto 2019.
2. ↑   Kaitholil. com, Inside the church of the holy sepulchre in Jerusalem. URL consultato il 28 dicembre 2018.
3. ↑  Watson E. Mills, Acts and Pauline Writings, Mercer University Press 1997, p. 175.
4. ↑   1Cor 15,3-4, su laparola.net.
5. ↑  Powell, Mark A. Introducing the New Testament. Baker Academic, 2009. ISBN 978-0-8010-2868-7
6. ↑   Matteo 27,57–61, su laparola.net.,  Marco 15,42–47, su laparola.net.,  Luca 23,50–56, su laparola.net.,  Giovanni 19,38–42, su laparola.net.
7. 1 2  Douglas R. A. Hare, Mark, Westminster John Knox Press, 1996, p. 220.
8. ↑  Maurice Casey, Jesus of Nazareth: An Independent Historian's Account of His Life and Teaching, Continuum, 2010, p. 449.
9. ↑  James F. McGrath, "Burial of Jesus. II. Christianity. B. Modern Europe and America" in The Encyclopedia of the Bible and Its Reception. Vol. 4, ed. by Dale C. Allison Jr., Volker Leppin, Choon-Leong Seow, Hermann Spieckermann, Barry Dov Walfish, and Eric Ziolkowski, Berlin, de Gruyter, 2012, p. 923
10. ↑   Marco 14,3-9, su La Parola - La Sacra Bibbia in italiano in Internet.
11. ↑  McGrath, 2012, p. 937
12. ↑  Harrington, 1991, p.8
13. ↑  Daniel J. Harrington, The Gospel of Matthew, Liturgical Press, 1991, p. 406.
14. 1 2  Donald Senior, The Passion of Jesus in the Gospel of Matthew (Liturgical Press, 1990) pag. 151.
15. ↑  Donald Senior, The Passion of Jesus in the Gospel of Matthew, Liturgical Press, 1990, pp. 151-152.
16. ↑  Harrington, 1991, p. 407
17. ↑  Davies, 2004, p.xii
18. ↑  N. T. Wright, Luke For Everyone (Westminster John Knox Press), p. 286.
19. ↑   Luca 23,50-55, su laparola.net.
20. ↑   Numeri 19,11, su La Parola - La Sacra Bibbia in italiano in Internet.
21. ↑  Bart Ehrman, Il Nuovo Testamento, Carocci Editore, 2015, ISBN 978-88-430-7821-9.
22. ↑   Mt 27,57–58, su La Parola - La Sacra Bibbia in italiano in Internet.
23. ↑   Mc 15,42–45, su La Parola - La Sacra Bibbia in italiano in Internet.
24. ↑   Lc 23,50–52, su La Parola - La Sacra Bibbia in italiano in Internet.
25. ↑   Gv 19,38, su La Parola - La Sacra Bibbia in italiano in Internet.
26. ↑   Mt 27,59–61, su La Parola - La Sacra Bibbia in italiano in Internet.
27. ↑   Mc 15,46–47, su La Parola - La Sacra Bibbia in italiano in Internet.
28. ↑   Lc 23,53–56, su La Parola - La Sacra Bibbia in italiano in Internet.
29. ↑   Gv 19,39-42, su La Parola - La Sacra Bibbia in italiano in Internet.
30. ↑   Mt 27,62–66, su La Parola - La Sacra Bibbia in italiano in Internet.
31. ↑   Mt 28,1, su La Parola - La Sacra Bibbia in italiano in Internet.
32. ↑   Mc 16,1-2, su La Parola - La Sacra Bibbia in italiano in Internet.
33. ↑   Lc 24,1-2, su La Parola - La Sacra Bibbia in italiano in Internet.
34. ↑   Gv 20,1, su La Parola - La Sacra Bibbia in italiano in Internet.
35. ↑   At 13,28-29, su La Parola - La Sacra Bibbia in italiano in Internet.
36. ↑   1Cor 15,3-4, su La Parola - La Sacra Bibbia in italiano in Internet.
37. ↑  Gianfranco Ravasi, I Vangeli del Dio risorto, Edizioni Paoline, 1995
38. ↑  Raymond Brown, The Death of the Messiah, Garden City, 1994, p. 1240-1241
39. ↑  AA.VV., Nuovo commentario biblico. I Vangeli, Borla, 2005, p. 866
40. ↑  Gianfranco Ravasi, I Vangeli del Dio risorto, San Paolo, 1995
41. ↑  http://www.laparola.net/testo.php?riferimento=Isaia+53%3B+Matteo+1%3A21%3B+Romani+3%3A21-26%3B+Ebrei+9%3A15&versioni
42. ↑   Il servo trasfigurato, su dehoniane.it.
43. ↑   La sepoltura presso gli ebrei, su parrocchie.it.
44. ↑  Jacek Oniszczuk, Incontri con il Risorto in Giovanni, Grigorian Biblical Press, 2013, p. 30
45. 1 2  Antonio Lombatti, Inchiesta sulla Bibbia, pp. 226-228
46. ↑  La Civiltà cattolica, Vol.I, Quaderno 2989, 4 gennaio 1975
47. 1 2  Bart Ehrman, Jesus apocalyptic prophet of the new millennium, Oxford University Press, 1999, pp. 224-225,229-232, ISBN 978-0-19-512474-3.
48. ↑  Bart Ehrman, E Gesù diventò Dio, Nessun Dogma Editore, 2017, pp. 132-143, ISBN 978-88-98602-36-0.
49. ↑  John Dominic Crossan, Gesù una bibliografia rivoluzionaria, Ponte alle Grazie, 1994, pp. 156-159, 188-194, 196 ISBN 88-7928-270-0.
50. ↑  John Dominic Crossan, Who killed Jesus?, HarperOne, 1995, pp. 160-176,187-188, ISBN 978-0-06-061480-5.
51. ↑  Bibbia TOB, Nuovo Testamento Vol.3, Elle Di Ci Leumann, 1976, p. 179
52. ↑  Bart Ehrman, E Gesù diventò Dio, Nessun Dogma Editore, 2017, p. 135
53. ↑  Vedi Deuteronomio 21, 22-23
54. 1 2  Santi Grasso, Il Vangelo di Giovanni, Città Nuova, 2008, p. 746-748
55. ↑   The Jewish Practice of Ossilegium, su maa.missouri.edu (archiviato dall'url originale il 5 agosto 2020).
56. ↑  C. Perrot, Jesus, PUF, Paris, 1998, p. 115
57. ↑  Karl Adam, Gesù il Cristo, Morcelliana, 1995
58. ↑  John Dominic Crossan, Gesù una bibliografia rivoluzionaria, Ponte alle Grazie, 1994, pp. 156-159, ISBN 88-7928-270-0.
59. ↑  John Dominic Crossan, Who killed Jesus?, HarperOne, 1995, pp. 167-168, 188, ISBN 978-0-06-061480-5.
60. ↑   At13,27-30, su laparola.net..
61. ↑   Bible Hub, su biblehub.com.
62. ↑  Carlo Maria Martini, Il problema storico della risurrezione negli studi recenti, Università Gregoriana Editrice, Roma, 1980
63. ↑   Mc14,55, su La Parola - La Sacra Bibbia in italiano in Internet.
64. ↑   Mc14,64, su La Parola - La Sacra Bibbia in italiano in Internet.
65. ↑  John Dominic Crossan, Who killed Jesus?, HarperOne, 1995, pp. 172, ISBN 978-0-06-061480-5.
66. ↑  Bart Ehrman, E Gesù diventò Dio, Nessun Dogma Editore, 2017, pp. 133-136, ISBN 978-88-98602-36-0.
67. ↑  John Dominic Crossan, Who killed Jesus?, HarperOne, 1995, p.173, ISBN 978-0-06-061480-5.
68. ↑  Adriana Destro e Mauro Pesce, La morte di Gesù, Rizzoli, 2014, pp. 146, ISBN 978-88-17-07429-2.
69. ↑  Allora condussero Gesù dalla casa di Caifa nel pretorio. Era l'alba ed essi non vollero entrare nel pretorio per non contaminarsi e poter mangiare la Pasqua ( Gv18,28, su laparola.net.).
70. ↑  John J. Donahue, Daniel J. Harrington, The Gospel of Mark, The Liturgical Press, 2002
71. 1 2  Rudolf Bultmann, History of the Synoptic Tradition, Hendrickson Publisher, 1963, pp. 287, 290, ISBN 1-56563-041-6.
72. 1 2  John Dominic Crossan, Gesù una bibliografia rivoluzionaria, Ponte alle Grazie, 1994, pp. 188-194, 196, ISBN 88-7928-270-0.
73. ↑   At13,27-30, su La Parola - La Sacra Bibbia in italiano in Internet.
74. ↑  Adriana Destro e Mauro Pesce, La morte di Gesù, Rizzoli, 2014, pp. 138-159, 293, ISBN 978-88-17-07429-2.
75. ↑  Bart Ehrman, E Gesù diventò Dio, Nessun Dogma Editore, 2017, pp. 133-135, ISBN 978-88-98602-36-0.
76. ↑  Raymond Brown, 101 Questions and Answers on the Bible, Paulist Press, 1990
77. ↑  John Dominic Crossan, Who killed Jesus?, HarperOne, 1995, pp. 172-176, 209, ISBN 978-0-06-061480-5.
78. ↑  Byron R. McCane, The Shame of Jesus’ Burial
79. ↑  Raymond Brown, La morte del Messia, Queriniana, 1999
80. ↑  John W. Pryor, Jesus Reburied? Wipf & Stock, 2013, p. 108
81. ↑  Maurice Casey, Jesus of Nazareth: An Independent Historian’s Account of his life and teaching, T&T Clark International, 2010, pp. 451-453
82. ↑  Jake H. O’Connell, Jesus' Resurrection and Apparitions: A Baylesian Analysis, Resource Publications, 2016, pp. 133-139
83. ↑  Ossuaries and the Burials of Jesus and James Archiviato il 9 ottobre 2020 in Internet Archive., pp. 147-149
84. ↑   Burial of Jesus FAQ, su richardcarrier.info.
85. ↑   Jewish Burial, su bibleinterp.com.
86. ↑  Antonio Persili, Sulle tracce del Cristo risorto, Centro Poligrafico Romano, 1988
87. ↑  Bruno Forte, Gesù di Nazaret, storia di Dio, Dio della storia, San Paolo, 1994
88. ↑  Il Risorto: la testimonianza delle donne
89. ↑  G Schiller, Iconography of Christian Art, Vol. II,1972 (English trans from German), Lund Humphries, London, p.164 ff, ISBN 0-85331-324-5
90. ↑  Duchet-Suchaux e Pastoureau, 1990
91. ↑   Jacques Baudoin, La sculpture flamboyante en Auvergne, Bourbonnais, Forez, CREER, 1998,  p. 388, ISBN 2-909797-38-4., p. 76
92. ↑   Biblia Pauperum [collegamento interrotto], su bibliotecadigitalhispanica.bne.es.
93. 1 2  Si contano relative a quel periodo più di 450 opere  Elsa Karsallah, Mises au tombeau du Christ, réalisées pour les dignitaires religieux, in L'Artiste et le clerc, Presses Paris Sorbonne, 2006,  pp. 283-302, ISBN 2-84050-438-3.
94. ↑   Fabienne Joubert, L'artiste et le clerc: commandes artistiques des grands ecclésiastiques à la fin du Moyen Âge (XIVe-XVIe siècles), Presses Paris Sorbonne, 2006,  pp. 415 pages, ISBN 2-84050-438-3., p; 286-7
95. ↑   Yves Marie Hilaire, Une chrétienté au XIXe siècle?: La vie religieuse des populations du diocèse d'Arras, 1840--1914, Presses Universitaires du Septentrion, 1977,  p. 1017, ISBN 2-85939-073-1., p. 414
96. ↑   Paul Delvaux, Mise au tombeau (JPG), su tendreams.org.
97. ↑  Gv, 19, 25 : "Presso la croce di Gesù erano sua madre e la sorella di sua madre, Maria moglie di Cleofa e Maria di Madgala"
98. ↑  Duchet-Suchaux et Pastoureau, p. 232-3
99. ↑  Duchet-Suchaux e Pastoureau, p. 178
100. ↑  Duchet-Suchaux et Pastoureau, p. 222